# Машру Лейла
Машру Лейла (араб. مشروع ليلى‎, Mashrou’ Leila) — проект Лейлы — ливанская альтернативная рок-группа. Группа была основана в 2008 году в Бейруте в Американском Университете.
Фронтмен и один из основателей группы — Хамед Синно. Группа выпустила несколько альбомов, вызвав множество скандалов своими сатирическими текстами и поднимаемыми темами.

## Название
Машру Лейла может переводиться двояко: Ночной Проект, либо Проект Лейлы (Лейла — распространённое в Ливане имя).
В ранних интервью члены группы утверждали, что группа — это проект с целью собрать деньги для некой Лейлы.
Согласно официальной странице группы на Фейсбуке, название Mashrou’ Leila означает «Ночной Проект» и отражает ночную природу проекта, характеризующуюся ночными джем-сейшнами.

## Состав
Сегодняшний состав группы:
- Хамед Синно[7] — вокал.
- Хайг Папазян — скрипка
- Омайя Малаеб — клавишные
- Карл Gerges — ударные
- Ибрагим «Sketchy Bob» Бадр — бас-гитара
- Фирас Абу-Фахр
- Андре Хедид — гитары

## Дискография

### Студийные альбомы
Слова и музыка всех песен — Машру Лейла.
| №                   | Название            | Длительность |
| ------------------- | ------------------- | ------------ |
| 1.                  | «Fasateen»          | 3:03         |
| 2.                  | «Obwa»              | 3:30         |
| 3.                  | «Min el Taboor»     | 3:28         |
| 4.                  | «'Al Hajiz»         | 3:32         |
| 5.                  | «Shim el Yasmine»   | 5:10         |
| 6.                  | «Im-Bim-Billilah»   | 2:32         |
| 7.                  | «Latlit»            | 3:06         |
| 8.                  | «Khaleeha Zikra»    | 4:18         |
| 9.                  | «Raksit Leila»      | 8:43         |
| Общая длительность: | Общая длительность: | 38:09        |

| №                   | Название            | Длительность |
| ------------------- | ------------------- | ------------ |
| 1.                  | «El Moukadima»      | 2:03         |
| 2.                  | «Habibi»            | 3:43         |
| 3.                  | «Inni Mnih»         | 3:23         |
| 4.                  | «Imm El Jacket»     | 3:00         |
| 5.                  | «Wajih»             | 3:30         |
| 6.                  | «El Hal Romancy»    | 3:45         |
| Общая длительность: | Общая длительность: | 19:33        |

| №                   | Название            | Длительность |
| ------------------- | ------------------- | ------------ |
| 1.                  | «Prologue»          | 1:20         |
| 2.                  | «Abdo»              | 3:17         |
| 3.                  | «Ala Babu»          | 4:36         |
| 4.                  | «Taxi»              | 2:44         |
| 5.                  | «Skandar Maalouf»   | 4:01         |
| 6.                  | «Lil Watan»         | 3:36         |
| 7.                  | «Bishuf»            | 4:33         |
| 8.                  | «Ma Tetrikini Heik» | 2:26         |
| 9.                  | «Raasük»            | 4:02         |
| 10.                 | «Wa Nueid»          | 5:05         |
| 11.                 | «Bahr»              | 3:27         |
| Общая длительность: | Общая длительность: | 39:12        |

| №                   | Название            | Длительность |
| ------------------- | ------------------- | ------------ |
| 1.                  | «Aoede»             | 4:37         |
| 2.                  | «3 Minutes»         | 4:20         |
| 3.                  | «Djin»              | 3:17         |
| 4.                  | «Icarus»            | 4:38         |
| 5.                  | «Maghawir»          | 5:31         |
| 6.                  | «Kalam (S/He)»      | 4:06         |
| 7.                  | «Tayf (Ghost)»      | 4:28         |
| 8.                  | «Falyakon»          | 4:43         |
| 9.                  | «Bint Elkhandaq»    | 3:27         |
| 10.                 | «Asnam (Idols)»     | 3:09         |
| 11.                 | «Sadalsuud»         | 1:55         |
| 12.                 | «Ashabi»            | 5:10         |
| 13.                 | «Marrikh»           | 4:25         |
| Общая длительность: | Общая длительность: | 53:46        |